# Heteroklitisk
Heteroklitisk (från grekiskans he'teros, "annan", och kli'nein, "böja") kallas ett ords böjning, då man inom samma paradigm har minst två stammar.